# Ethan Scheiner
Ethan Scheiner (* 1968) ist ein US-amerikanischer Politikwissenschaftler.

## Leben
Er erwarb 1991 den B.A. in Politikwissenschaft an der University of California, Santa Cruz, 1994 den MA in Politikwissenschaft an der University of Wisconsin-Madison, 1998 den MA in Politikwissenschaft an der Duke University und 2001 den Ph.D. in Politikwissenschaft an der Duke University. Er ist Professor für Politikwissenschaft an der University of California, Davis.
Seine Forschungsschwerpunkte sind vergleichende Politikwissenschaft, japanische Politik, politische Parteien, Wahlsysteme, Wahlen, Politik & Sport.

## Schriften (Auswahl)
- Democracy without competition in Japan. Opposition failure in a one-party dominant state. Cambridge 2006, ISBN 0-521-60969-0.
- mit Robert G. Moser: Electoral systems and political context. How the effects of rules vary across new and established democracies. Cambridge 2012, ISBN 978-1-107-60799-6.